# Scotch Plains
Scotch Plains est un township du comté d'Union dans le New Jersey, aux États-Unis.